# Làm mát bằng nguồn nước sâu

Sơ đồ minh họa hệ thống làm mát bằng nguồn nước lạnh sâu, theo kiến trúc mở (không tuần hoàn kín).

Làm mát bằng nguồn nước sâu (thuật ngữ tiếng Anh deep water source cooling - DWSC), hoặc làm mát nước sâu, là một hình thức điều hòa không khí cho hoạt động sản xuất (công nghiệp và nông nghiệp) hoặc cho các công trình dân dụng, để tạo môi trường vận hành phù hợp hoặc không gian sống thoải mái hơn, sử dụng một lượng lớn nước lạnh tự nhiên để tản nhiệt. Nhiều hệ thống làm mát nước sâu sử dụng nước ở nhiệt độ 4 đến 10 độ C, được hút lên từ các khu vực sâu trong hồ, đại dương, tầng ngậm nước hoặc sông, và được bơm qua một bộ trao đổi nhiệt. Cũng có hệ thống làm mát dùng dòng biển lạnh gần bề mặt.
Nếu nguồn nước là hồ sâu, kỹ thuật này còn được gọi là làm mát nước hồ sâu. Nếu nguồn nước lấy từ biển, kỹ thuật này còn được gọi là điều hòa không khí nước biển (SWAC), hoặc làm mát nước đại dương.
Làm mát nước đại dương là một trong các phương pháp khai thác năng lượng biển, cụ thể hơn là năng lượng nhiệt biển. Các phương pháp sử dụng năng lượng nhiệt biển khác là nhiệt điện biển, chuyển đổi năng lượng nhiệt biển thành điện năng, hay khử muối bằng nguồn nước sâu. Dòng nước biển hút lên từ dưới sâu, do có chứa nhiều khoáng chất, nên có thể được tận dụng, sau quá trình làm mát, hoặc các quá trình khai thác năng lượng nhiệt biển khác, để phục vụ nuôi trồng thủy sản hoặc khai khoáng.

## Nguyên lý
Nước có khối lượng riêng cao nhất ở 3,98 °C, tại áp suất khí quyển tiêu chuẩn. Do đó, đáy của hầu hết các vùng nước sâu ôn đới, nơi nước nặng nhất lắng xuống, thường ở mức nhiệt độ không đổi là 3,98 °C. Những khối nước có nhiệt độ cao hơn hoặc thấp hơn 3,98 độ C đều sẽ nhẹ hơn và bị nổi lên trên. Các vùng nước sâu nằm gần xích đạo thì có nhiệt độ cao hơn, và thường thấp hơn nhiệt độ trên bề mặt. Ngay tại xích đạo, nếu xuống đến độ sâu 1000 mét, nhiệt độ nước sẽ là khoảng 4 °C đến 5,5 °C.
Máy điều hòa không khí là máy bơm nhiệt. Khi nhiệt độ không khí bên ngoài cao hơn nhiệt độ bên trong tòa nhà, máy điều hòa không khí sử dụng điện để truyền nhiệt từ bên trong mát hơn của tòa nhà sang môi trường bên ngoài ấm hơn. Quá trình này sử dụng năng lượng điện.
Không giống như điều hòa không khí dân dụng, hầu hết các hệ thống điều hòa không khí thương mại hiện đại không truyền nhiệt trực tiếp vào không khí bên ngoài. Hiệu suất nhiệt động lực học có thể được cải thiện bằng cách sử dụng hai tầng làm mát. Tầng thứ nhất làm mát bay hơi, trong đó nhiệt độ của nước được hạ xuống gần với nhiệt độ bầu ướt bằng cách bốc hơi trong tháp giải nhiệt. Nước mát này sau đó hoạt động như tản nhiệt cho tầng thứ hai, là bơm nhiệt.
Làm mát nước sâu sử dụng nước lạnh được bơm từ đáy nguồn nước sâu để tản nhiệt cho các hệ thống kiểm soát khí hậu. Bởi vì hiệu suất bơm nhiệt được cải thiện khi tản nhiệt lạnh hơn, làm mát nước hồ sâu có thể làm giảm nhu cầu điện của các hệ thống làm mát lớn, nếu có sẵn nguồn nước sâu. Khái niệm này tương tự như trao đổi địa nhiệt, nhưng hệ thống trao đổi nhiệt với nguồn nước sâu thường đơn giản hơn.
Làm mát nước sâu làm tăng hiệu suất nhiệt động của các hệ thống điều hòa không khí, do nhiệt độ nước sâu lạnh hơn nhiệt độ bầu ướt đặt trong không khí. Hiệu quả cao hơn dẫn đến sử dụng ít điện hơn. Đối với một số trường hợp, nguồn nước đủ lạnh để có thể tắt hệ thống điều hòa thông thường. Khi đó nhiệt bên trong tòa nhà được truyền trực tiếp vào tản nhiệt nước sâu. Điều này được gọi là "làm mát miễn phí"; nhưng thực tế không hoàn toàn miễn phí, do vẫn cần tiêu thụ điện để chạy máy bơm và quạt giúp lưu thông nước và không khí.

Sơ đồ hệ làm mát nước sâu mở. (1) Dòng khí lưu thông ở nơi làm mát. (2) Bơm. (3) Bộ trao đổi nhiệt. (4) Bơm hút. (5) Ống hút nước biển sâu. (6) Đường ống nước ngọt khép kín. (7) Ống xả nước biển.

Sơ đồ hệ làm mát nước sâu tuần hoàn kín. (1) Dòng khí lưu thông ở nơi làm mát. (2) Bơm. (3) Đường trả lại nước ấm, của ống nước ngọt lưu thông khép kín. (4) Đường nước lạnh lấy về, của ống nước ngọt lưu thông khép kín. (5) Bộ trao đổi nhiệt.

Về kiến trúc, có hệ thống làm mát nguồn nước sâu tuần hoàn kín, và hệ thống làm mát nguồn nước sâu mở. Với hệ tuần hoàn kín, nước hoặc chất trao đổi nhiệt tuần hoàn giữa bộ trao đổi nhiệt nằm ở vùng nước sâu, và bộ trao đổi nhiệt ở công trình cần làm mát. Với hệ mở, nước từ nguồn nước sâu được bơm lên đến bộ trao đổi nhiệt ở công trình cần làm mát, rồi xả trở lại môi trường.
Trong một hệ mở truyền thống, một máy bơm ở bề mặt hút nước dưới sâu lên, qua đường ống dài vài kilômét. Nước này được cho chảy qua bộ trao đổi nhiệt để làm mát một dòng nước ngọt chảy tuần hoàn trong đường ống thứ hai kín. Sau quá trình trao đổi nhiệt, nước đã được bơm lên sẽ nóng thêm vài độ C, và được thải ra ở độ sâu ứng với nhiệt độ của nó. Cùng lúc, dòng nước ngọt chảy ở đường ống thứ hai được chuyển đến bộ trao đổi nhiệt với không khí tại khu vực cần làm mát. Nước ngọt này làm mát không khí và bị nóng lên, và được dẫn quay trở lại bộ trao đổi nhiệt với nguồn nước sâu. Kỹ thuật này hiệu quả cho các đường ống có đường kính trên 40 cm, tuy nhiên với ống có đường kính bé hơn, hiện tượng khí thực sẽ xảy ra khi nước bị hút lên trong đường ống nhỏ ở tốc độ hút cao. Để tránh hiện tượng khí thực xảy ra gây hỏng máy bơm, tốc độ bơm buộc phải bị giới hạn, làm giảm hiệu năng làm mát, do:
- giảm lượng nước có thể được đưa từ dưới sâu lên bề mặt,
- và làm nước chảy chậm hơn, do đó dễ bị làm nóng khi chảy qua vùng nước nóng ở gần bề mặt.[12]

Vấn đề nêu trên được giải quyết bằng kiến trúc tuần hoàn kín, phù hợp cho các hệ thống quy mô nhỏ (công suất nhỏ hơn 1,5MW, làm mát cho diện tích 1000 đến 10'000 mét vuông). Ở kiến trúc kín, nguồn nước lạnh trao đổi nhiệt với một dòng nước ngọt tuần hoàn kín, qua bộ trao đổi nhiệt ở độ sâu của nó. Nước ngọt tuần hoàn kín trao đổi nhiệt với không khí ở nơi cần làm mát qua bộ trao đổi nhiệt tại nơi đó. Nước ngọt tuần hoàn kín được luân chuyển, không phải bởi máy bơm hút, mà bởi lực đẩy nén. Do không bị hút, nên hiện tượng khí thực không xảy ra. Hệ tuần hoàn kín cho phép nước chảy với tốc độ lên đến ba lần so với hệ mở, trong những đường ống có kích thước nhỏ. Việc sử dụng ống nhỏ giúp giảm độ phức tạp trong xây dựng và lắp đặt. Hệ kín giúp loại bỏ hệ thống lọc nước biển, cần khi hút nước biển sâu, và loại bỏ nguy cơ hút phải vật lạ hoặc sinh vật biển. Tuy nhiên hệ kín cũng làm tăng 50% lượng đường ống cần sử dụng.
Máy bơm của các hệ thống làm mát bằng nguồn nước sâu có thể được vận hành bằng năng lượng sóng, gió hay Mặt Trời. Đã có đề xuất kết hợp sử dụng hệ thống trồng rong biển vĩnh cửu - có hệ bơm chạy bằng năng lượng sóng để đẩy nước mát từ dưới sâu lên nuôi rong biển - nhằm làm mát các công trình gần biển. Một vài hecta của hệ trồng rong biển vĩnh cửu có thể cung cấp công suất làm mát trên 5MW cho khách sạn ven biển.

## Ưu nhược điểm
Làm mát bằng nguồn nước sâu có hiệu suất cao, chỉ tiêu tốn khoảng 1/10 tiêu thụ năng lượng của hệ thống làm mát thông thường. Làm mát nước sâu giúp tiết kiệm năng lượng trong thời gian cao điểm, chẳng hạn như vào các buổi chiều mùa hè, khi một lượng khá lớn tiêu thụ điện là dành cho điều hòa không khí. Do đó, chi phí vận hành của các hệ thống làm mát bằng nguồn nước sâu là thấp. Nguồn năng lượng được sử dụng có nguồn gốc địa phương, và tái tạo, nếu nước và nhiệt bơm lại môi trường (hồ, sông, biển,...) không ảnh hưởng đến các chu trình tự nhiên. Phương pháp làm mát này thường không sử dụng các chất làm lạnh gây suy giảm ôzôn. Tùy theo nhu cầu và nhiệt độ nguồn nước, có thể kết hợp cả làm mát và sưởi ấm. Các bộ trao đổi nhiệt phục vụ sưởi ẩm có thể được vận hành trước, thải ra nước mát; và sau đó, nước mát này lại được đưa qua hệ thống làm mát, giúp tăng hiệu suất.
Tuy nhiên, làm mát bằng nguồn nước sâu đòi hỏi nguồn nước lớn, và thường ở sâu, gần công trình cần làm mát. Tại các vùng ôn đới, nhiệt độ nước tầm 3 đến 6 °C cần độ sâu cỡ trên 70 mét đến trên 80 mét, tùy điều kiện địa lý. Chi phí xây dựng ban đầu có thể đắt đỏ, và tiêu tốn nhiều nhân lực và nguyên vật liệu xây dựng.

## Triển khai
Tại đảo Bora Bora, khu nghỉ dưỡng InterContinental và Thalasso-Spa sử dụng các hệ thống điều hòa không khí nước biển trong các tòa nhà của các khu này. Các hệ thống này bơm nước biển mát qua các bộ trao đổi nhiệt, để làm mát nước ngọt theo kiến trúc tuần hoàn mở. Nước ngọt mát này được bơm qua các tòa nhà để làm mát trực tiếp (không có biển đổi nhiệt năng sang điện năng và ngược lại). Hệ thống tại InterContinental được coi là hệ thống điều hòa không khí nước biển lớn nhất thế giới, cho đến năm 2011. Nước biển sâu sau khi dùng cho làm mát được tiếp tục cung cấp như nguồn nước khoáng cho dịch vụ spa nước sâu tại khu nghỉ dưỡng này.

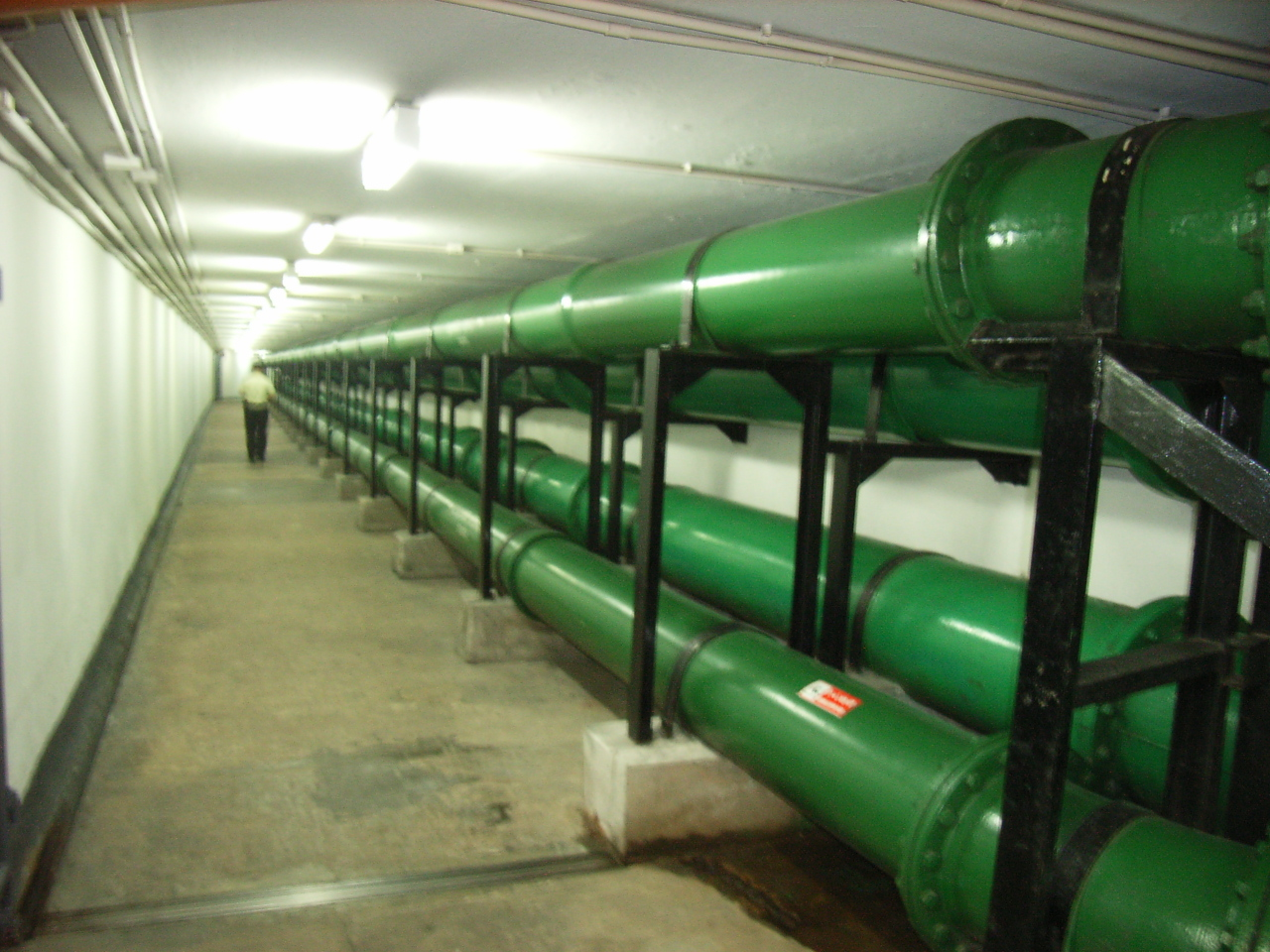
Các đường ống dẫn nước biển của hệ thống khách sạn The Excelsior tại Hồng Kông.

Tại Hồng Kông, hệ thống làm mát nước đại dương cũng được lắp đặt tại khách sạn The Excelsior và tại Trụ sở HSBC. Các hệ thống này theo kiến trúc tuần hoàn kín.
Tại Hoa Kỳ, Đại học Cornell sử dụng hồ Cayuga là nguồn hấp thụ nhiệt cho hệ thống nước mát trung tâm, để làm mát cho các tòa nhà trong khuôn viên của trường, và cho Học khu Thành phố Ithaca. Hệ thống bắt đầu vận hành từ mùa hè năm 2000 và được xây với chi phí 55 đến 60 triệu đô la Mỹ. Công suất làm mát là 51 MW. Đường ống hút nước dài 3'200 m, với đường kính 1'600 mm, nằm ở độ sâu 76 m, tiếp nhận nước ở nhiệt độ 3 đến 5 độ C. Đường ống nước thải dài 780m, đường kính 1'200 mm. Các ống này là loại ống Sclairpipe, làm từ nhựa HDPE. Hiệu quả ước lượng là giảm khoảng 80% tiêu thụ nhiên liệu hóa thạch so với hệ thống làm mát thông thường. Ở Hawaii, hệ thống điều hòa không khí nước biển cũng được sử dụng ở Phòng thí nghiệm Năng lượng Tự nhiên Hawaii. Hệ thống Điều hòa Không khí Nước biển Honolulu là một dư án làm mát cho vùng trung tâm Honolulu. Dự án này được sở hữu phần lớn bởi Ulupono Initiative của Pierre Omidyar, một sáng lập viên của eBay.
Tại Canada, từ tháng 8 năm 2004, một hệ thống làm mát hồ nước sâu được Công ty Năng lượng Enwave vận hành tại Toronto, Ontario. Nó lấy nước từ hồ Ontario qua đường ống dài 5 kilômét (3,1 mi), đạt độ sâu 83 mét (272 ft). Nó là một phần của mạng lưới làm mát công cộng phục vụ cho quận tài chính của Toronto, với công suất làm mát 207 MW. Nó đủ khả năng để làm mát cho khoảng 3,2 triệu mét vuông diện tích văn phòng.. Nước thải của hệ thống này không được dẫn trực tiếp trở lại hồ, do đó không gây ô nhiễm hồ với lượng nhiệt thải. Ở Halifax, Nova Scotia, hai hệ thống điều hoà nước sâu phục vụ tổng cộng hơn 1 triệu mét vuông văn phòng, giúp tiết kiệm mỗi năm khoảng 400 nghìn đô la so với điều hoà thông thường.
Tại Úc, hệ thống điều hòa không khí nước biển được dùng ở Circular Quay và các tòa nhà lớn ở cảng Sydney từ những năm 1960, như tại tòa nhà AMP 'Palm Cove' (xây năm 1962) và Nhà hát Opera Sydney.
Tại Hà Lan, công ty Nuon đang vận hành hai hệ thống điều hoà nước hồ ở Amsterdam.
Ở Thụy Điển, một hệ thống làm mát nước biển cỡ lớn, có khả năng dự trữ nước lạnh vào ban đêm, khi nhu cầu làm mát giảm, đã đi vào hoạt động tại Stockholm từ năm 1995. Nước biển lạnh từ đáy biển Baltic được dự trữ trong hang đá ngầm có dung tích 50 nghìn mét khối, cung cấp công suất làm lạnh 80 kW, cắt giảm 5000 tấn khí thải cacbon dioxide hàng năm. Ngoài ra, Thụy Điển có các trung tâm dữ liệu được làm mát bằng nước biển, giúp tiết kiệm 1 triệu đô la Mỹ chi phí vận hành mỗi năm.
Tại Phần Lan, cũng có những trung tâm dữ liệu được làm mát bằng nguồn nước biển, như trung tâm dữ liệu của Google tại Hamina từ 2011.
Nước biển sâu cũng có thể được dùng để làm mát vùng sản xuất nông nghiệp, theo kỹ thuật nông nghiệp lạnh.